# CME Group Tour Championship
Het CME Group Tour Championship is een jaarlijks golftoernooi voor vrouwen, dat deel uitmaakt van de LPGA Tour. Het toernooi werd opgericht in 2011 als de CME Group Titleholders en vindt sinds 2013 plaats op de Tiburón Golf Club in Naples, Florida. Het is tevens de laatste golftoernooi op de kalender van de LPGA Tour.
Het toernooi wordt over vier dagen gespeeld in een strokeplay-formule en na de tweede dag wordt de cut wordt toegepast.
Sinds de oprichting is de CME Group hoofdsponsor van dit toernooi. Van 2011 tot 2013 werd het toernooi georganiseerd onder de naam CME Group Titleholders. In 2014 werd de naam door de LPGA veranderd in het CME Group Tour Championship nadat de LPGA de "Race to the CME Globe" introduceerde.

## Winnaressen
| Jaar                        | Golfbaan                           | Winnares               | Score                  | Score                  | Info                                                   |
| CME Group Titleholders      | CME Group Titleholders             | CME Group Titleholders | CME Group Titleholders | CME Group Titleholders | CME Group Titleholders                                 |
| --------------------------- | ---------------------------------- | ---------------------- | ---------------------- | ---------------------- | ------------------------------------------------------ |
| 2011                        | Grand Cypress Golf Club            | Hee Young Park         | 279                    | –9                     |                                                        |
| 2012                        | The TwinEagles Club (Eagle Course) | Na Yeon Choi           | 274                    | –14                    |                                                        |
| 2013                        | Tiburón Golf Club                  | Shanshan Feng          | 273                    | –15                    |                                                        |
| CME Group Tour Championship |                                    |                        |                        |                        |                                                        |
| 2014                        | Tiburón Golf Club                  | Lydia Ko po            | 278                    | –10                    | Won de play-off van Carlota Ciganda en Julieta Granada |

| Toernooirecord |  | po = winnares na play-off |